# Bachia guianensis
Bachia guianensis (гвіанська бахія) — вид ящірок родини гімнофтальмових (Gymnophthalmidae). Мешкає в Колумбії і Венесуелі.

## Поширення і екологія
Гвіанські бахії відомі з кількох місцевостей, розташованих у венесуельському штаті Болівар та у колумбійських департаментах Ґуайнія і Ґуав'яре. Вони живуть у вологих рівнинних тропічних лісах і садах.